# Jessie Rose-Innes
Jessie Rose-Innes, född 1860, död 1943, var en sydafrikansk sjuksköterska och rösträttskvinna. 
Hon var den första kvinna som antogs som student vid universitetet i Kapstaden. Hon utbildade sig till sjuksköterska. 
Hon var verksam i kampanjen för rösträtt i Sydafrika som medlem i Women's Enfranchisement Association of the Union.